# Zakir Hussain (politico)
Zakir Hussain (Hyderabad Deccan, 8 febbraio 1897 – Nuova Delhi, 3 maggio 1969) è stato un politico indiano.

## Biografia
Fu tra i primi seguaci del Mahatma Gandhi nella non collaborazione con gli Inglesi e fondò a Delhi la Jamia Millia Islamia, celebre università coranica.
Dopo un soggiorno in Germania Hussain tornò in India, dove divenne direttore della Società per un'educazione di tipo nuovo di Gandhi e rettore della Jamia da lui fondata.
Nel 1966 fu nominato presidente dell'Unione Indiana.